# Martin Agricola
Pour les articles homonymes, voir Agricola.
Martin Agricola, né à Schwiebus en Silésie, aujourd'hui Świebodzin en Pologne le 6 janvier 1486 et mort à Magdebourg le 10 juin 1556, est un compositeur et théoricien de la musique.

## Biographie
Après l'introduction du luthéranisme, il est cantor de l'église luthérienne de la ville. Il contribue à l'œuvre réformatrice de Martin Luther dans le domaine musical par ses sept traités en allemand et en latin, traités à caractère didactique et vulgarisateur. 

## Œuvres
Sa Musica instrumentalis deudsch (1529) et sa Musica figuralis (1532) constituent un témoignage important sur la genèse de la musique luthérienne et les pratiques instrumentales de son temps. Plusieurs de ses chorals figurent dans les Newe deutsche Geistliche Gesenge für die Gemeinen Schulen édités chez Georg Rhau en 1544 (123 pièces de divers auteurs).